# Целле

Великий герб Целле

Целле (нім. Celle) — місто в Німеччині, розташоване в землі Нижня Саксонія. Адміністративний центр однойменного району.
Площа — 176,01 км2. Населення становить 69 279 ос. (станом на 31 грудня 2021).
Целле, разом із Люнебургом — найбільші міста Нижньої Саксонії між Ганновером та Гамбургом.

## Географія
Розташоване в південній частині люнебурзької пустки на берегах річки Аллер, близько 40 км на північний схід від Ганновера, 60 км на північний захід від Брауншвейга і 120 км на південь від Гамбурга.
В межах міста в р. Аллер впадають річки Лахте, що пливе з північного сходу міста, та Фузе — з південного сходу. Річка Аллер протікає в західному напрямку до міста Верден, за яким впадає у Везер.

### Клімат
Завдяки Гольфстріму клімат в Целле, як і в цілому по Нижній Саксонії — доволі м'який: маси теплої води обігрівають повітря, яке західними вітрами переноситься сюди.
Рівень щорічних опадів — 692 см, що ставить третину від середнього рівня по Німеччині /на 39% території країни національна метеослужба фіксує нижчі значення/. Найвологіший місяць — серпень, коли випадає в 1,5 рази більше опадів ніж у лютому, — найсухішому. В загальному кількість опадів протягом року розподіляється дуже рівномірно.

### Міські райони
Целле поділяється на 17 районів (муніципалітетів), деякі з яких раніше були незалежними селами (населення за станом на 1 січня 2005 року): Альтенцелле (Altencelle) (4998), Альтенгаґен (Altenhagen) (922), Блюмлаґе/Альтштадт (Blumlage/Altstadt) (8526), Бостель (Bostel) (455), Боє (Boye)(832), Ґарсен (Garßen) (2978), Ґрос Гелен (Groß Hehlen) (2773), Гелентор (Hehlentor) (7974), Гуштедт (Hustedt) (736), Кляйн Гелен (Klein Hehlen) (5782), Лахтегаузен (Lachtehausen) (639), Ноєнгойзен (Neuenhäusen) (8082), Нойштадт/Гезе (Neustadt/Heese) (10887), Шоєн (Scheuen) (1165), Форверк (Vorwerk) (2842), Вестерцелле (Westercelle) (7183) і Вітценбрух (Wietzenbruch) (4805).

## Історія

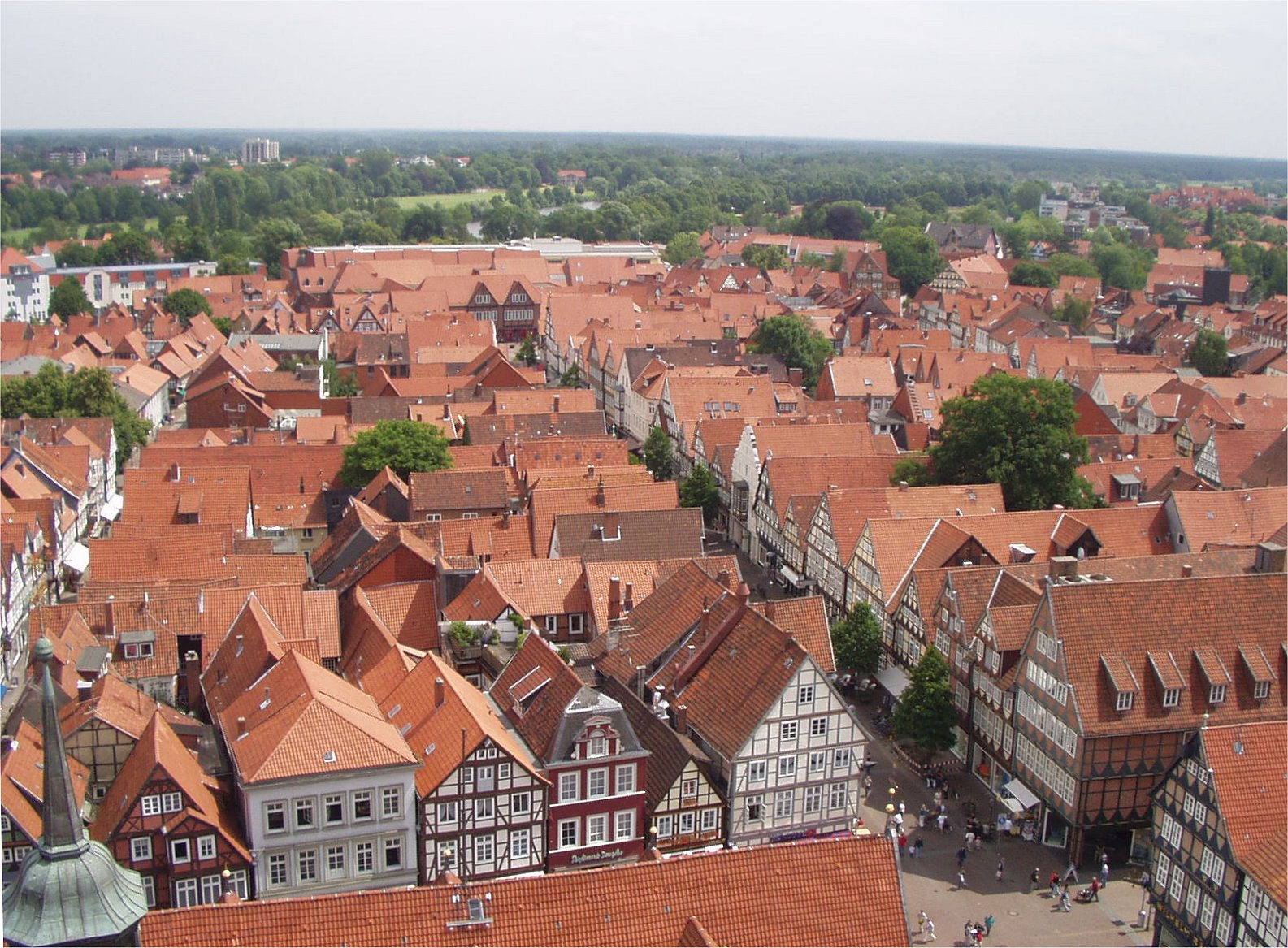
Альтштадт (старий центр міста)

Перша згадка про місто Целле датується в літописах 986 роком під назвою Kellu («місто на річці»). В XI столітті місто мало право карбувати власні монети. У 1292 герцог Отто II Суворий з роду Вельфів дарував Целле міські привілеї. У 1378 м. Целле стає резиденцією герцогів Саксен-Віттенберзьких, а в 1433 р. — герцогів Брауншвейг-Люнебурзських. Герцогський палац розташувався на трикутнику між річками Аллер і Фузе, її притокою. У 1433 р. був проритий рів, що з'єднав дві річки,— таким чином,— центр міста перетворився на острів. У 1452 герцог Фрідріх Блаженний засновував тут францисканський монастир. У 1570 р. герцог Вільгельм побудував замкову каплицю, яка була освячена у 1585 р. У 1705 р. помер останній герцог з Брауншвейг-люнебурзської роду, і Целле відійшов до ганноверської лінії Вельфів.

## Архітектура
Місто зберегло колорит XV — XVI століть. Будівлі в старому центрі міста датуються XVI століттям, серед них багато дерев'яно-цегельних будинків, що робить Целле привабливим для туристів місцем. Найвражаючою будівлею є герцогський палац, побудований в 1530 р. на місці замку. Ще одна відома будівля — міська церква з білою вежею, де двічі на день трубач дме в фанфари (стародавня традиція, яка перетворилася на розвагу для туристів). Побудована в 1740 р. синагога — одна з небагатьох синагог, які пережили Кришталеву ніч у 1938 р.: вона не зазнала розгрому, тому що знаходилася поруч із  фабрикою з виробництва шкіри, яка в цьому випадку була б пошкоджена.

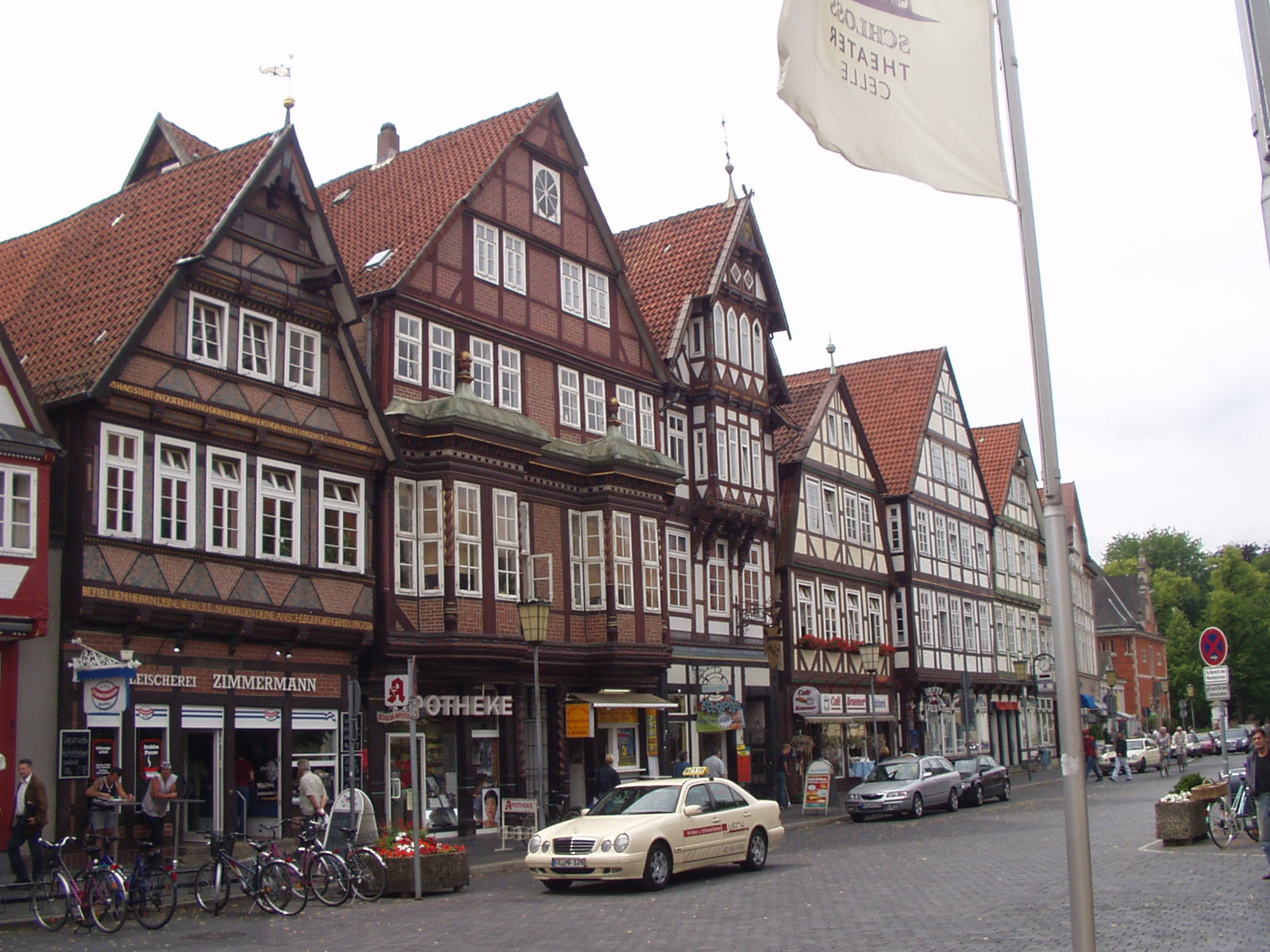
Вулиця з дерев'яно-цегляними будинками в Целле

Целле також відомий відкритим в 1892 р. музеєм Боманна, який присвячено історії регіону і сучасному мистецтву. Целле зазвичай є відправним пунктом для туристів, які подорожують Люнебурзьким степом.
Залізнична інфраструктура Целле була розбомблена військами Союзників 8 квітня 1945. Під час операції в'язням концтабору вдалося втекти з  транспортних засобів, що їх перевозили, і сховатися в довколишніх лісах. До 10 квітня війська СС і місцеві городяни вели полювання на тих, що втекли, вбивши в результаті тисячі людей. Ця подія відома як «Погоня за кроликами» (нім. Hasenjagd).
З 17 січня 1990 Целле є містом-побратимом міста Суми.

## Економіка та інфраструктура
Туризм — велика частка в економіці Целле, особливо в літні місяці, під час фестивалів джазу, вина та інших, які приваблюють тисячі відвідувачів.

### Промислові підприємства
В місті немає важкої промисловості, але багато підприємств починали розвиватися саме в Целле. Деякі, з них, — такі як «Rosa Graf Cosmetics», вийшли на світовий ринок. Целле також пов'язана і з нафтогазовою промисловістю, в основному це фірми, які займаються бурінням та його комплектуючими:
- «Halliburton» (американська компанія, заснована в 1919 році, є одним з найбільших у світі постачальників продукції та послуг в паливній енергетиці, офіс в Целле).
- «Baker Hughes» (підрозділи «INTEQ» та «Hughes Christensen» — сервісні компанії нафтової і газової промисловості, що спеціалізується на вимірюванні під час буріння, кабельній продукції для буріння, бурових долотах, і т. д.);
- «Cameron» (світовий постачальник контролю тиску, обробки, управління потоком і компресорним обладнанням, а також проектами менеджменту та сервісними /післяпродажними/ послугами для нафтогазової та переробної промисловості);
- «ITAG» (підрядник буріння та має переробний завод).

Діє також школа по удосконалюванню методів буріння.
Також діють підприємства і інших галузей легкої промисловості — електроніки, переробки металу, деревини та пластмас. Крім того є чорнильне виробництво («Hostmann-Steinberg»), паперова фабрика («Werner Achilles Glanzfolien-Kaschieranstalt») і музичні (у тому числі «Moeck»).
В Целле знаходиться інститут бджільництва Німеччини, який проводить наукові дослідження з питань бджіл, а також Державний кінний завод, де було виведено всесвітньо відому ганноверську породу коней.
Целле відоме також як місто державних службовців, через велику кількість державних чиновників і юристів, які працюють там і надають адміністративні та судові послуги в регіоні. Сільське та лісове господарство також відіграє певну роль.

### Харчова галузь
Працює завод по випуску «хрустких хлібців» «Barilla Васа Deutschland». Регіональні та деякою мірою національні бренди міцних алкогольних напоїв: «Ratzeputz» і «Alter Provisor». За походженням із целленського Altstadt, ці трав'яні напої зараз виготовляють в промисловому районі Westercelle.
Тут знаходиться також «Celler Bier» — виробник шести сортів пива. Інший продукт — «Rohe Roulade», який спочатку став відомим в Gasthaus Krohne в районі Blumlage, в наш час[коли?] пропонують його в багатьох ресторанах та барах Целле.

### Транспортна логістика
- «Східна Ганноверська Залізниця» (Osthannoversche Eisenbahnen або OHE) займається вантажними і пасажирськими перевезеннями в північних німецьких областях зі штаб-квартирою в Целле.
- Відділення національної поштової компанії «Deutsche Post» (код району 29).
- транспортна компанія «DTLS» — «Drilling Tools Logistic & Service» (укр. Бурові Інструменти Логістика & Сервіс).

## Галерея

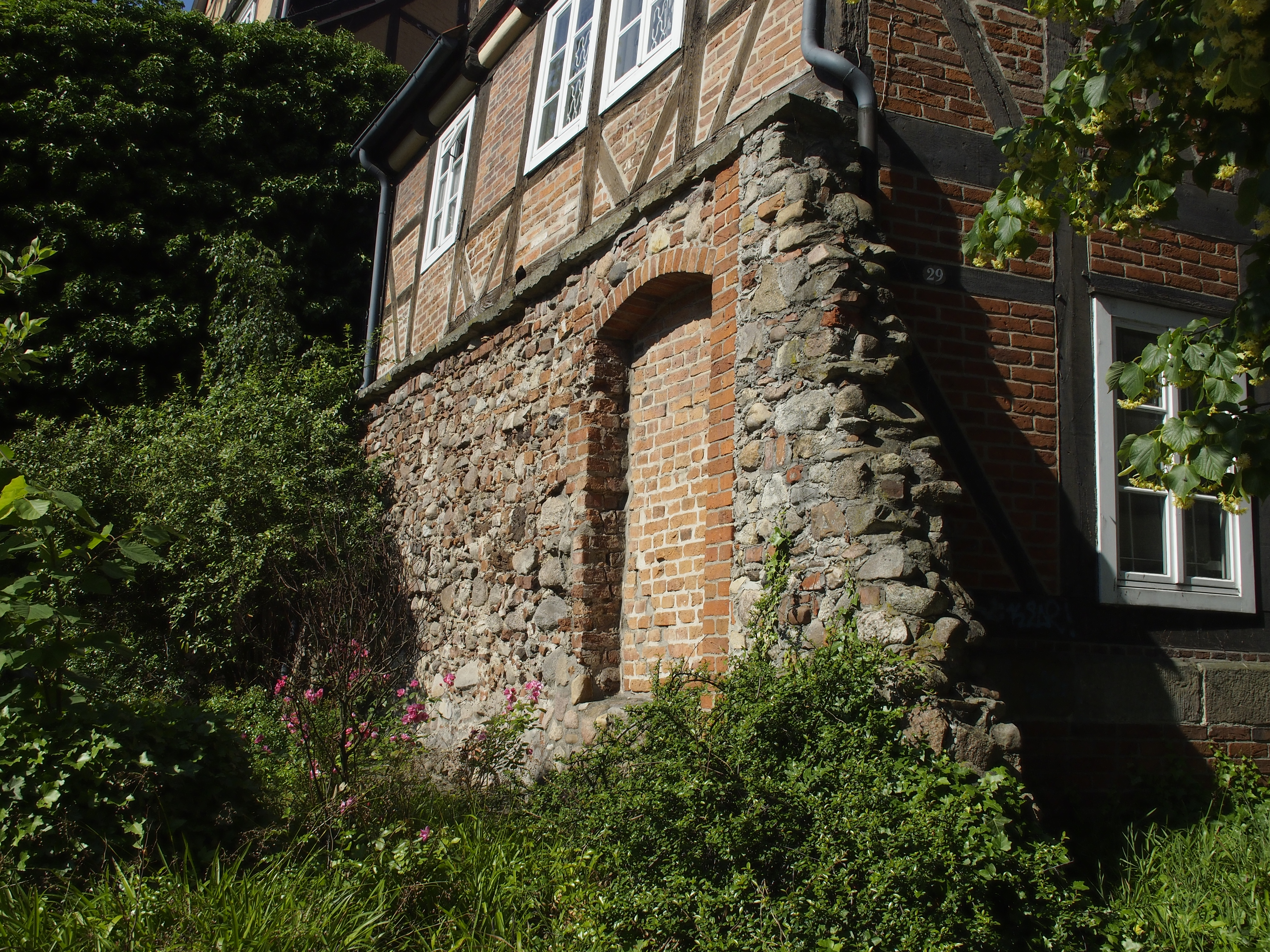
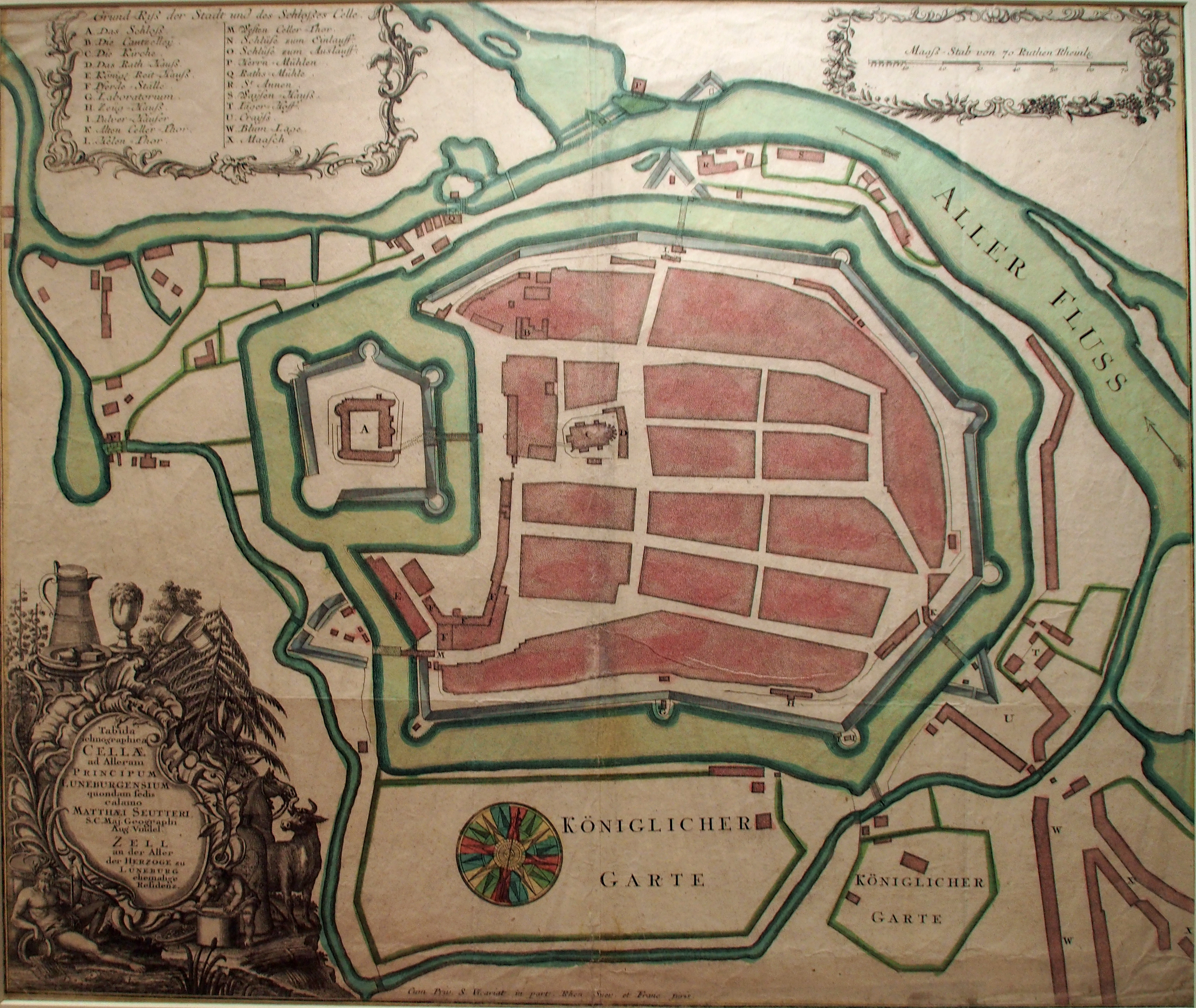
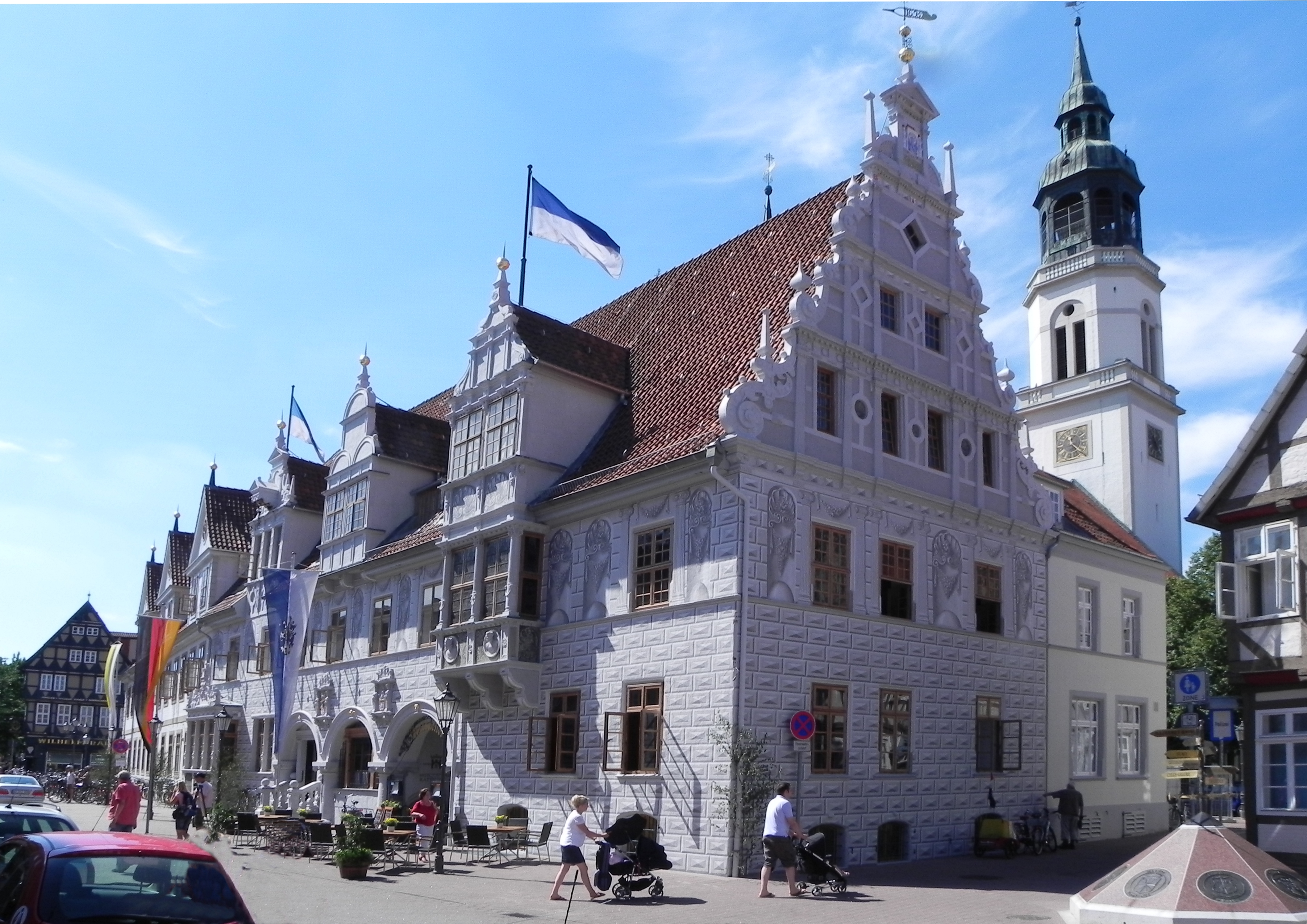
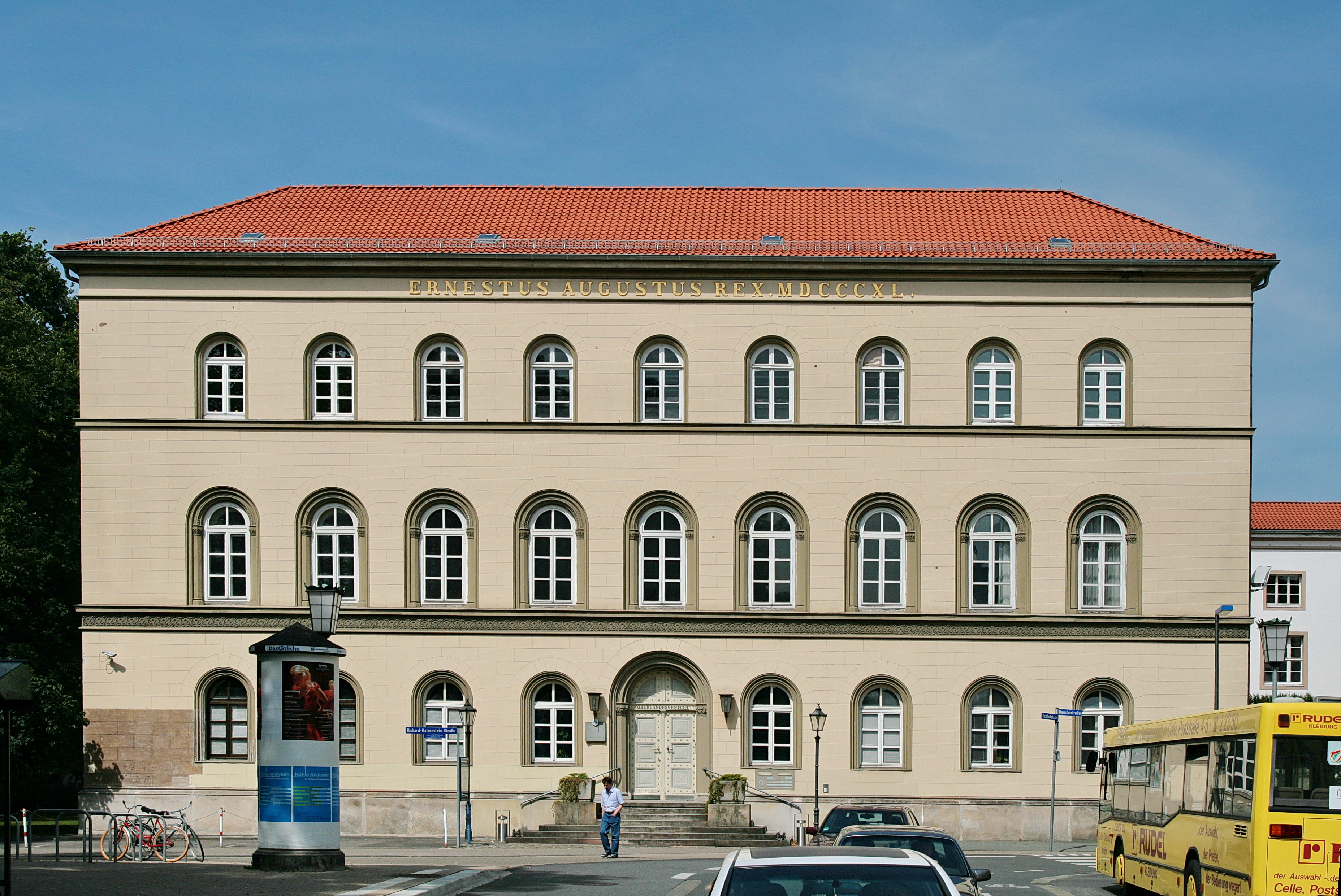
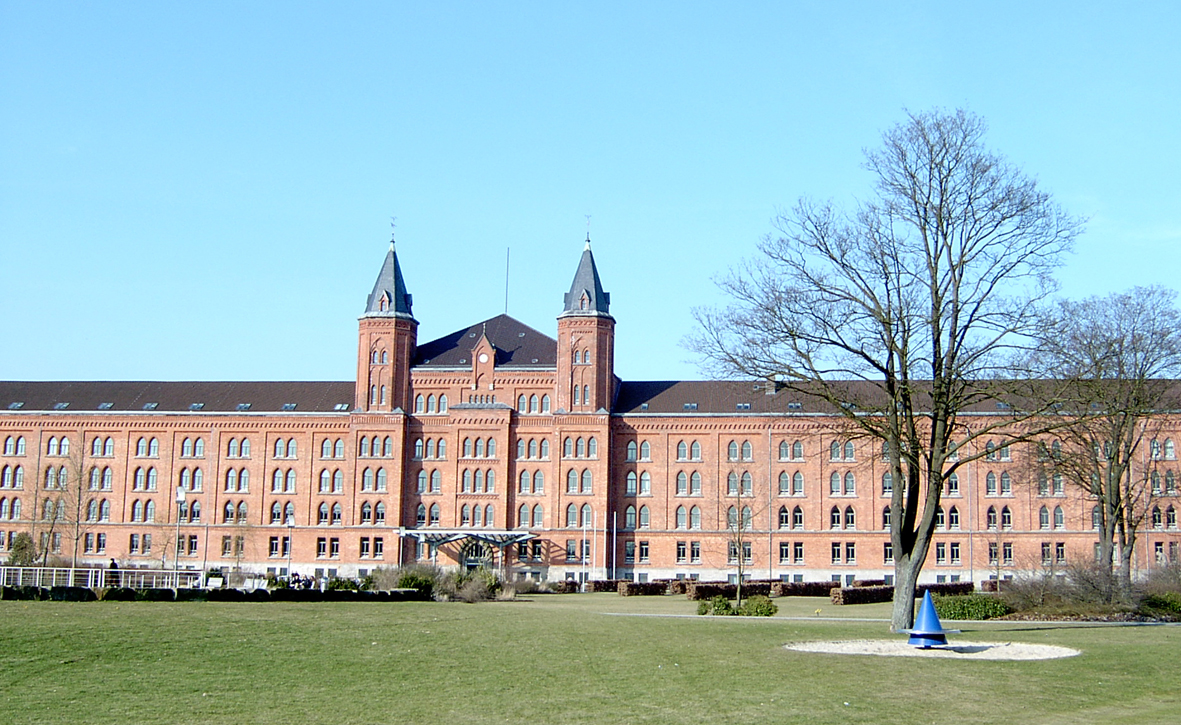
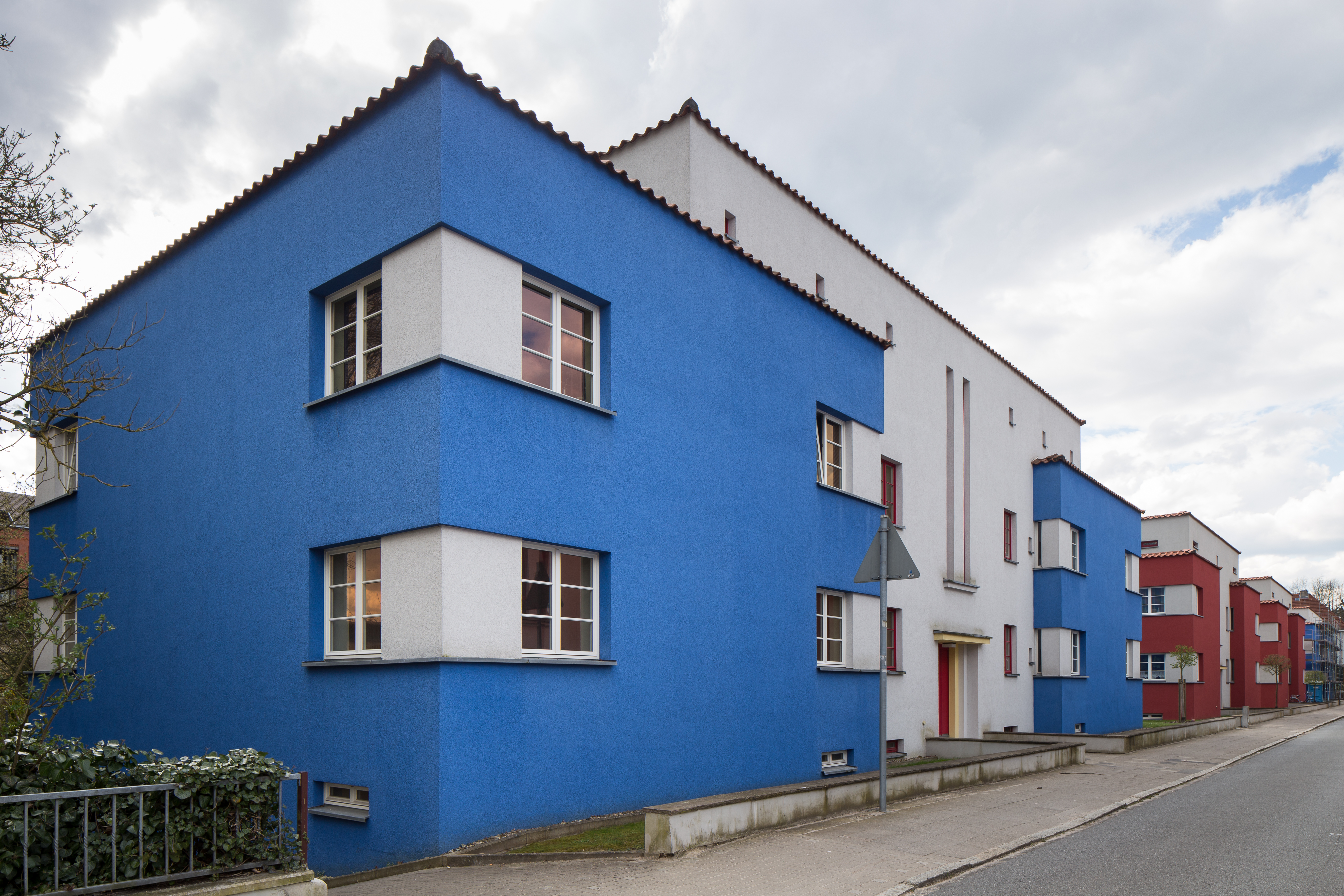

### Транспорт

#### Залізничний
Целле лежить на лінії Ганновер — Целле — Ільцен — Люнебург — Гамбург. Міжміські InterCity(IC) потяги щогодинно курсують в Ганновер і Гамбург, також окремі потяги ІнтерСіті Експрес в годину пік. Metronom Eisenbahngesellschaft-поїзди зв'язують Целле із Ільцен, Ганновером і Геттінгеном в рамках регіональної транспортної мережі. Целле — кінцева станція маршрутів S6 і S7 в «Hanover S-Bahn».
В 1907 р. здано в експлуатації трамвайну мережу, яка складалася з 2 ліній по Celler Straßenbahn, але була закрита і демонтована в період між 1954 і 1956 рр.